# Collective SOULS 〜THE BEST OF BEST〜
『Collective SOULS 〜THE BEST OF BEST〜』（コレクティブ・ソウルズ ザ・ベスト・オブ・ベスト）は、日本のシンガーソングライターである氷室京介の2作目のベスト・アルバム。
1998年6月24日にポリドール・レコードのBeatNixレーベルからリリースされた。ベスト・アルバムとしては『SINGLES』（1995年）以来およそ3年振り、その他のアルバムも含めると『I・DÉ・A』（1997年）以来およそ半年ぶりのリリースであり、ソロ活動10周年記念作品としてリリースされた。デジタル・リマスタリングはテッド・ジャンセンが担当している。
ファーストアルバム『FLOWERS for ALGERNON』（1988年）から7枚目のアルバム『I・DÉ・A』に至るまで、ソロ活動10年分のシングルおよびアルバムから選曲されている。「JEALOUSYを眠らせて」「STRANGER」の2曲は再録音され、また本作収録曲の「MODERN LOVE」「炎の化石」は新曲であり、「炎の化石」は後にリカットされた。
本作はオリコンアルバムチャートにおいて最高位第4位となり、売り上げ枚数は40万枚を超えたため日本レコード協会からプラチナ認定を受けている。また、本作を受け3年半振りとなるコンサートツアー「TOUR "COLLECTIVE SOULS" 1998 One Night Stand」が実施された。

## 構成
以下のシングルおよびアルバムから選曲されている。しかし、一部のシングル曲はアルバム・バージョンで収録されている他、細部に若干の変更点が存在する。また、東芝EMI所属時代の曲も4曲のみ収録されている。
シングル
- 「JEALOUSYを眠らせて」（1990年） - アルバム・バージョン（ボーカルのみ再録音）
- 「KISS ME」（1992年） - アルバム・バージョン
- 「魂を抱いてくれ」（1995年） - シングル・バージョン（アルバム初収録）
- 「STAY」（1996年）
- 「SQUALL」（1996年）
- 「WALTZ」（1997年） - アルバム・バージョン（本作ではフェードアウトが少し早くなっている）
- 「NATIVE STRANGER」（1997年）
- 「HEAT」（1997年） - アルバム・バージョン

アルバム
- 『FLOWERS for ALGERNON』（1988年） - 「STRANGER」（再録音されている）
- 『Higher Self』（1991年） - 「WILD AT NIGHT」
- 『MISSING PIECE』（1996年） - 「MISSING PIECE」、「PLEASURE SKIN」（前曲と繋がるように編集されている）
- 『I・DÉ・A』（1997年） - 「堕天使」、「RE-BORN」、「DRIVE」

## リリース、プロモーション、批評、チャート成績
| 専門評論家によるレビュー | 専門評論家によるレビュー |
| レビュー・スコア         | レビュー・スコア         |
| 出典                     | 評価                     |
| ------------------------ | ------------------------ |
| CDジャーナル             | 肯定的                   |

本作は1998年6月24日にポリドール・レコードのBeatNixレーベルからCDにてリリースされた。初回生産分のみシースループラスリーブの特製パッケージになっていた。本作の企画はディレクターの臼井克幸から提案され、デビュー10周年の節目として制作された。当初「炎の化石」はシングルでのリリースを前提として制作されたが、本作のリリースに合わせプロモーション・シングルという位置づけとなった。同曲はミュージック・ビデオも制作されており、チェコ共和国のプラハにて撮影が行われた。その他、本作と前後する形で氷室は俳優の反町隆史への楽曲提供を行っており、シングル「ONE」および「SINCERELY」（アルバム『HIGH LIFE』収録）がそれぞれリリースされた。また、氷室は同年4月から1999年3月にかけてTOKYO FM音楽番組『プレミア3』に出演した。
本作に関するプロモーションとして、1998年7月16日に放送されたフジテレビ系朝の情報番組『めざましテレビ』（1994年 - ）に出演した他、同年8月3日に放送されたフジテレビ系音楽番組『HEY!HEY!HEY! MUSIC CHAMP』（1994年 - 2012年）に出演、お笑いコンビであるダウンタウンと初共演しトークを披露した上、「RE-BORN」および「魂を抱いてくれ」を演奏した。『HEY!HEY!HEY! MUSIC CHAMP』への出演に関しては同時期に実施されていたコンサートツアーのメンバーとの共演で生音であれば承諾するとの氷室側からの提案に対し、テレビ局側が機材車を用意して対応したために実現する事となった。
音楽情報サイト『CDジャーナル』では氷室がビート歌謡の始祖であると主張した上で、10年間のキャリアの中で「WILD AT NIGHT」のような「荒ぶる魂系」から「炎の化石」のようなAOR系ビートロックに音楽性が変化した事に触れ、「ロッカーの成熟について考えたくなる一枚」と肯定的に評価した他、氷室のCDを1枚も所持していない人でも既知の曲があるはずであると主張した。本作はオリコンアルバムチャートにおいて最高位第4位の登場回数は12回で売り上げ枚数は59.2万枚となった。

## ツアー
本作を受けてのコンサートツアーは「TOUR "COLLECTIVE SOULS" 1998 One Night Stand」と題し、1998年7月15日の横浜アリーナから9月20日の横浜スタジアムまで8都市全13公演を実施、約21万人を動員した。このコンサートツアーは「SHAKE THE FAKE」以来3年半ぶりとなり、同ツアーではU2やピンク・フロイドのステージデザインを手掛けたマーク・フィッシャーがデザインを担当、ステージ衣裳はクロムハーツのリチャード・スタークが担当した。ツアーメンバーはスティーヴ・スティーヴンス（ギター）、本田毅（ギター）、西山史晃（ベース）、マーク・シューマン（ドラムス）、大島俊一（キーボード、サックス）であった。氷室は過去のライブで最も印象に残っているのが同ツアーファイナルの横浜スタジアム公演であると述べ、アメリカに移住してチャレンジした結果が全て形となり、BOØWYを完全に追い抜いたとの実感から絶品であると自画自賛した。同公演の模様は同年12月9日に初のライブ・アルバム『The One Night Stands 〜TOUR "COLLECTIVE SOULS" 1998〜』として、また12月24日にライブ・ビデオ『The one night stands - tour "Collective Souls" 1998』としてリリースされた。

## 収録曲
- CDブックレットに記載されたクレジットを参照[11]。

| #         | タイトル               | 作詞               | 作曲               | 編曲                       | 時間  |
| --------- | ---------------------- | ------------------ | ------------------ | -------------------------- | ----- |
| 1.        | 「KISS ME」            | 松井五郎           | 氷室京介           | 西平彰                     | 3:35  |
| 2.        | 「JEALOUSYを眠らせて」 | 氷室京介、松井五郎 | 氷室京介           | 氷室京介、西平彰           | 4:00  |
| 3.        | 「SQUALL」             | 氷室京介、松井五郎 | 氷室京介           | 氷室京介、美久月千晴       | 4:10  |
| 4.        | 「WALTZ」              | 氷室京介           | 氷室京介           | 氷室京介、美久月千晴       | 6:11  |
| 5.        | 「STAY」               | 松井五郎           | 氷室京介           | 氷室京介、美久月千晴       | 4:37  |
| 6.        | 「HEAT」               | 松井五郎           | 氷室京介           | スティーヴ・スティーヴンス | 5:01  |
| 7.        | 「魂を抱いてくれ」     | 松本隆             | 氷室京介           | 佐橋佳幸                   | 5:08  |
| 8.        | 「MISSING PIECE」      | 松井五郎           | 氷室京介、佐橋佳幸 | 佐橋佳幸                   | 5:25  |
| 9.        | 「堕天使」             | 松本隆             | 氷室京介           | スティーヴ・スティーヴンス | 5:48  |
| 10.       | 「RE-BORN」            | 松井五郎           | 氷室京介           | スティーヴ・スティーヴンス | 4:32  |
| 11.       | 「NATIVE STRANGER」    | 松井五郎           | 氷室京介           | 佐久間正英                 | 4:10  |
| 12.       | 「PLEASURE SKIN」      | 松井五郎           | 氷室京介、佐橋佳幸 | 佐橋佳幸                   | 3:58  |
| 13.       | 「DRIVE」              | 松井五郎           | 氷室京介           | 佐久間正英                 | 3:37  |
| 14.       | 「WILD AT NIGHT」      | 松井五郎           | 氷室京介、友森昭一 | 西平彰、SP≒EED             | 2:49  |
| 15.       | 「MODERN LOVE」        | 森雪之丞           | 氷室京介           | スティーヴ・スティーヴンス | 4:38  |
| 16.       | 「STRANGER」           | 氷室京介           | 氷室京介           | 氷室京介、吉田建           | 4:04  |
| 17.       | 「炎の化石」           | 森雪之丞           | 氷室京介           | ジェフ・ボヴァ             | 5:12  |
| 合計時間: | 合計時間:              | 合計時間:          | 合計時間:          | 合計時間:                  | 76:55 |

## スタッフ・クレジット
- CDブックレットに記載されたクレジットを参照[12]。

### 録音スタッフ
- 氷室京介 – プロデューサー
- ニール・ドーフスマン（英語版） – ミキシング・エンジニア（14曲目以外）、追加レコーディング & リミックス（2, 16曲目）
- 坂元達也 (Deep) – ミキシング・エンジニア（14曲目）
- テッド・ジャンセン（スターリングサウンド） – デジタルリマスター
- Algernon – プロダクション・スーパーバイザー

### 美術スタッフ
- NAO（ルイジアナプロダクション） – ビジュアル・プロデューサー
- 森谷統（ルイジアナプロダクション） – アートディレクター
- 飯森雅子（ルイジアナプロダクション） – デザイナー
- 小木曽威夫 – 写真撮影
- Moji Sangi – 衣装
- 橋本孝裕 (SHIMA) – ヘアー&メイク・アップ
- マイケル・ヒラバヤシ – プロデューサー（ロサンゼルス）

### 制作スタッフ
- 土屋浩 (BeatNix, Gym the Manage) – プロデューサー
- 宮野真一（ユイ音楽工房） – A&Rディレクター
- しみず・B・たかお（ポリドールK.K.） – A&Rコーディネーター
- 臼井克幸（ポリドールK.K.） – A&Rスーパーバイザー
- 余越直（ポリドールK.K.） – プロモーション・ディレクター
- あおやぎひろし（ポリドールK.K.） – マーケティング・ディレクター
- やまがひでゆき (BeatNix, GYM the MANAGE) – マネージャー
- さくらいみわ (BeatNix) – マネージメント管理者
- いのおかゆり (Gym the Manage) – マネージメント管理者
- かみむらゆきこ (Gym the Manage) – 「KING SWING」管理者

- 渋谷高行（ユイ音楽工房、Gym the Manage） – ゼネラル・スーパーバイザー
- 吉峯啓晴 (BeatNix) – ゼネラル・スーパーバイザー
- 後藤由多加（ユイ音楽工房、BeatNix、Gym the Manage） – ゼネラルマネージャー
- 石坂敬一（ポリグラムK.K.） – ゼネラルマネージャー
- 折田育造（ポリドールK.K.） – ゼネラルマネージャー

## チャート、認定
| チャート         | 最高順位 | 登場週数 | 売上数   | 出典  |
| ---------------- | -------- | -------- | -------- | ----- |
| 日本（オリコン） | 4位      | 12回     | 59.2万枚 | [ 2 ] |

| 国/地域 | 認定組織         | 日付      | 認定     | 売上数   | 出典  |
| ------- | ---------------- | --------- | -------- | -------- | ----- |
| 日本    | 日本レコード協会 | 1998年8月 | プラチナ | 400,000+ | [ 3 ] |